# Berettyószéplak község
Berettyószéplak község (románul: Comuna Suplacu de Barcău) község Bihar megyében, Romániában. Központja Berettyószéplak, beosztott falvai Baromlak, Blágarét, Cserpatak, Dólyapuszta, Fogás.

## Népessége
A 2011-es népszámlálás adatai alapján a község népessége 4356 fő volt.